# Zevs
Pour les articles homonymes, voir Zeus (homonymie).
 (janvier 2011).
Zevs, né Aguirre Schwarz le 17 novembre 1977 à Saverne, est un artiste contemporain de street art français, connu depuis les années 1990. Il vit et travaille entre Paris et Berlin.

## Biographie
Le pseudonyme de Zevs — prononcer Zeus — doit son nom à un train qui manque de l’écraser alors qu’il réalisait un tag dans un tunnel du RER A ZEUS, en 1992. 
Dès 2001, l’artiste travaille sur ce qu'il appelle des « Visual Attacks ». Il vide des bombes de peinture rouge entre les yeux des personnes figurant sur les panneaux publicitaires de différentes villes, afin de donner l’impression qu'ils ont été « liquidés ». Ce travail prend une nouvelle forme en 2015, sur un buste en bronze de Louis XIV, grâce aux techniques du four solaire du laboratoire français du CNRS, qui par une concentration de rayons solaires, liquident le Roi Soleil. Cette œuvre sera notamment présentée lors de sa grande exposition Noir Éclair au Château de Vincennes en 2016.
À Berlin, en 2002, Il « prend en otage » l’égérie des cafés Lavazza en enlevant l’affiche de 10 mètres de haut qui trône sur la façade de l'hôtel Alexander Plaza, sur l'Alexanderplatz. « L’otage » sera libéré en 2005, donnant lieu à une remise de rançon au Palais de Tokyo à Paris. 
Zevs est également connu depuis les années 2000 pour ses œuvres dites « Proper Graffiti » réalisées sur les murs sales de différentes villes. Il peint au nettoyeur haute-pression des messages en nettoyant les surfaces sales. Il réaliste notamment deux œuvres in situ au Château de Vincennes (2016) et au musée de Ny Glypotheck (2008).
En 2008, il est invité à réaliser sa première exposition personnelle dans un musée : « Electroshock », au Ny Carlsberg Glypotheck de Copenhague.
En 2009, à Hong Kong, Aguirre Schwarz est emprisonné, à la suite du vandalisme de la façade de l’immeuble Armani.
En 2016, il est invité par le Château de Vincennes à exposer. « Noir Éclair » est la plus importante exposition de l'artiste en France qui a eu carte blanche pour installer ses œuvres dans la forteresse. La même année, il devient le deuxième sponsor artistique de l'AS Velasca.

## Principales œuvres
- Urban Shadows (2000) : où Zevs peint sur le sol, à la manière des silhouettes de cadavres, l'ombre portée par les réverbères du mobilier urbain[9].

- Visual Attacks (2001) : il « tue » des personnages d'affiches publicitaires en bombant un point rouge dégoulinant au milieu du front de ses victimes[10].

- Visual Kidnapping (2004) : le résultat de ses attaques visuelles étant rapidement détruit par les annonceurs, Zevs décide d'aller plus loin en découpant l'image de l'égérie des cafés Lavazza sur la Alexanderplatz à Berlin[11].

- Liquidated Logos (depuis 2006), où il fait fondre ou couler les logos de marques omniprésentes en milieu urbain, série d'œuvres est assimilable à du culture jamming[réf. nécessaire]. Il est incarcéré à Hong-Kong le 13 juillet 2009 pour avoir peint un liquidated logo Chanel sur une boutique Armani[12]. Après une première audience le 15 juillet, il est jugé pour dégradation de propriété le 14 août, et condamné à deux semaines de prison avec sursis après avoir nettoyé le mur de la boutique[2].
- Le choc de Vénus.  En 2010, consécutivement au renversement accidentel de la copie de la Vénus d'Arles, une statue située place Zeus à Montpellier, l'artiste s'empare de l'évènement pour une mise en scène fluorescente sur les lieux mêmes de l'accident[réf. souhaitée].
- Eiffel Phœnix, Nuit Blanche 2018 : détournement du système d’éclairage de la structure dans le but de « redistribuer le temps, la lumière électrique de la tour Eiffel »[13].

#### Catalogues d'expositions
- Biennale de Charjah, 2003 catalogue (ISBN 9-948-04765-6)
- L'Art Emmêlé, Au-delà du Sport, 2003
- (fr + en) Elisabeth Couturier, Judicaël Labrador, Alain Broders et Toke Lykkeberg, Aguirre Schwarz au pays de l'or noir, Paris, Galerie Rive Gauche, 2015 (OCLC 950996561, lire en ligne [PDF]).
- Deparis-Yafil Marie, Zevs - Noir Eclair, Silvana Editoriale S.P.A, 2016 (présentation en ligne).

#### Vidéos
- (en + fr) [vidéo] Inside Outside sur Dailymotion, documentaire sur l'univers du graffiti réalisé en 2005 par Andreas Johnsen, avec Zevs (Paris), Swoon (New York), KR (New York), Ron English (Jersey City), Earsnot (New York), Os Gêmeos (São Paulo), Pigmeus (São Paulo), Adams & Itso (Stockholm et Copenhague)